# سامي كسار
سامي كسار لاعب كرة قدم سعودي و يلعب في مركز الظهير أيسر في نادي النجمة.

## مسيرة اللاعب
كانت بداياته مع نادي التعاون في الفئات السنية و لعب بعده مع نادي الأمل و انتقل إلى النجمة في عام 2012 و في عام 2016 وقع مع الفيصلي و أعاره الفيصلي إلى نادي أحد مطلع عام 2017 و في صيف 2017 إنتقل إلى نادي أحد بشكل رسمي و انتقل إلى نادي ضمك في عام 2019 و عاد إلى نادي أحد في 2020 و بعدها لعب مع نادي الساحل و لعب بعدها مع نادي مضر ونادي النجمة.

## روابط خارجية
- سامي كسار على موقع قاعدة بيانات كرة القدم.إي يو (الإنجليزية)
- سامي كسار على موقع Soccerway.com (الإنجليزية)